# Conny Conrad

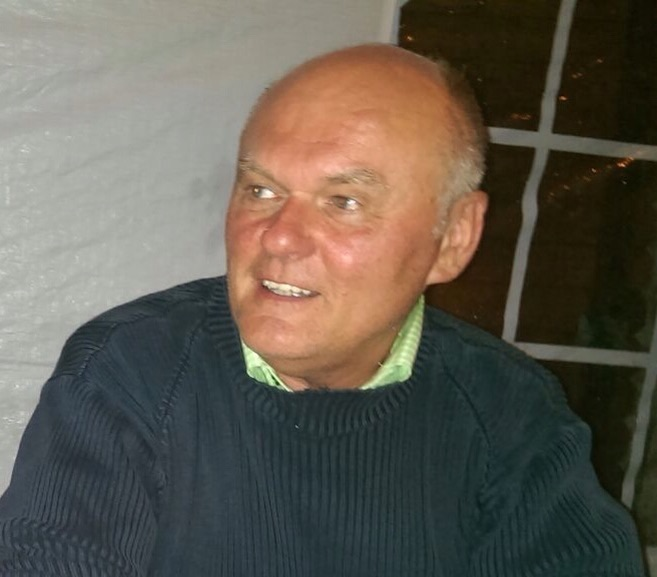
Conny Conrad

Conny Conrad (Schöntal, 11 september 1958 – Freudenstadt, 28 december 2021) was een Duitse multi-instrumentalist (gitaar, toetsen en producer).

## Biografie
Conrad had al vroeg interesse in muziek. Op vierjarige leeftijd kreeg hij zijn eerste gitaar in handen, zong hij in het kerkkoor (7-12) en op vijftienjarige leeftijd begon hij aan basgitaar, toetsen en slagwerk. Hij maakte dan ook zijn eerste compositie in zijn eerste bandje Black Lady. Toen hij achttien werd volgde dan zijn eerste single en begon hij aan de professionele muziekopleiding. Hij belandde met diverse bands in voorprogramma’s van onder meer Anyone's Daughter en Barclay James Harvest. Hij had een hele rits cd's op zijn (bands) naam staan, maar ook speelde hij mee met andere artiesten waaronder het muziekalbum High Seas van Strawbs-frontman Dave Cousins.
Conny Conrad leed aan COVID-19 en lag al twee weken in coma. Hij overleed op 28 december 2021 op 63-jarige leeftijd.